# Мајкл Обику
Мајкл Обику (24. септембар 1968) бивши је нигеријски фудбалер.

## Каријера
Током каријере играо је за Анортозис, Фајенорд Ротердам, Мајорка и многе друге клубове.

## Репрезентација
За репрезентацију Нигерије дебитовао је 1988. године. За национални тим одиграо је 5 утакмица и постигао 1 гол.